# Pure Heavy
Pure Heavy ist das fünfte Studioalbum der norwegischen Hard-Rock-Band Audrey Horne. Es erschien in Norwegen am 19. September 2014 und im Rest Europas am 26. bzw. 29. September 2014 über Napalm Records.

## Entstehung
Bereits im Herbst 2013 begannen die Musiker mit den Arbeiten an neuem Material. Auf Vorschlag des Sängers Torkjell Rød wurden die neuen Lieder zusammen geschrieben und geprobt, da seiner Meinung nach durch die getrennte Arbeitsweise beim Vorgängeralbum Youngblood das „Bandfeeling verloren ging“. Die Musiker waren bei den Vorarbeiten produktiv, so dass sie schon Ideen für ein weiteres Album erstellt haben. Die bei den älteren Alben noch stark vorhandene Melancholie ist bei Pure Heavy weitestgehend verschwunden, was laut Torkjell Rød damit zu tun hat, dass die Musiker älter und entspannter geworden sind.
Unterbrochen wurde dieser Prozess durch eine Co-Headlinertournee durch Europa zusammen mit Grand Magus. In Anschluss daran begannen am 24. April 2014 die Aufnahmen in den Duper Studios in Bergen. Bis zum 1. Mai 2014 nahmen die Musiker 13 Lieder auf und Sänger Torkjell Rød nahm für sieben Titel den Gesang auf. Danach zog die Band in das ebenfalls in Bergen befindliche Studio Solslottet um, um den restlichen Gesang und einige Overdubs aufzunehmen. Für das Lied Tales from the Crypt wollte die Band die Sängerin Joan Jett als Gastsängerin verpflichten. Das Management der Band sollte Kontakt mit ihr aufnehmen, was jedoch im Sande verlief.
Im Gegensatz zum Vorgängeralbum wurde Pure Heavy nicht live eingespielt. Laut Sänger Torkjell Rød wollte die Band einen „bunteren Klang“ erreichen und nicht wie beim Vorgängeralbum Youngblood zeigen, wie die Band live klingt. Erstmals produzierten Audrey Horne mit zwei Produzenten. Die Wahl fiel auf Ivar Sandøy, der das Vorgängeralbum Youngblood mischte sowie Jørgen Træen, der Youngblood masterte. Laut Torkjell Rød haben Sandøy und Træen den Vorschlag gemacht, das Album zusammen zu produzieren. Aufgrund der guten Zusammenarbeit war keiner der Musiker im Studio dabei, als Jørgen Træen Pure Heavy abmischte.

## Veröffentlichung
Die limitierte Version des Albums enthält mit Let Live und Between the Devil and the Deep Blue Sea zwei Bonustitel. Napalm Records veröffentlichten ferner eine auf 300 Exemplare limitierte Mailorder Edition-Boxset. Die Box enthält das Album im Digipak mit zwei Bonustiteln, ein Audrey-Horne-Kartenspiel mit 56 Karten, ein Audrey-Horne-Duftbaum, fünf Buttons sowie eine Autogrammkarte.
Vorab wurde am 15. August 2014 die Split-7″-Single Out of the City veröffentlicht. Hintergrund für die gemeinsame Veröffentlichung mit der deutschen Band Zodiac, das beide Bands zufälligerweise auf ihrem etwa zeitgleich veröffentlichten Alben Pure Heavy und Sonic Child ein Lied mit dem Namen Out of the City geschrieben haben. Für das Lied wurde ein Musikvideo gedreht. Als Gast trat der Sänger der schwedischen Band Amon Amarth Johan Hegg und seine Ehefrau auf. Die Bandmitglieder von Audrey Horne sind im Video als Handpuppen zu sehen. Ein zweites Musikvideo wurde für das Lied Holy Roller gedreht.

## Hintergrund
Der Albumtitel Pure Heavy wurde vom Bassisten Espen Lien vorgeschlagen. Anfangs hielten seine Bandkollegen den Titel für einen Witz, bevor sich die Musiker umentschieden hatten. In einem Interview erklärte Sänger Torkjell Rød, dass der Titel auch die gute Zeit, die die Band im Studio hatte, widerspiegele.
Out of the City basiert auf einer vom Bassisten Espen Lien geschriebenen Basslinie, die seiner Meinung nach zunächst nach Southern Rock klang. Laut Torkjell Rød wurde Liens Grundidee nach der Bearbeitung der Gitarristen Arve Isdal und Thomas Tofthagen in Richtung Classic Rock bearbeitet. Rød sprach in einem Interview mit dem deutschen Magazin Metal Hammer davon, dass die Gitarristen das Lied „Lizzyfiziert“ hätten. Damit bezog er sich auf die irische Band Thin Lizzy.
Tales from the Crypt ist stark vom Glam Rock und Hair Metal der 1980er Jahre beeinflusst. Textlich werden Bands wie Van Halen, Mötley Crüe und Kiss referenziert.

„Es ist ein Tribut an die Kraft des Rock ’n’ Roll und was dieser einem früher bedeutet hat. Dieses generelle Gefühl, in einer Rock-Band zu spielen oder Rock zu hören. Wenn man eine Band gründet will man immer so cool sein wie seine Idole.“

Wolf in My Heart handelt von der Ruhelosigkeit eines Musikers, der von einer Tournee nach Hause kommt und sich erstmal im normalen Leben zurechtfinden muss. Der Liedtitel ist laut Rød eine Metapher für dieses Phänomen.

## Rezeption

### Rezensionen
Für Peter Mildner vom Onlinemagazin Metal.de würde Pure Heavy bei „allen Fans, die Youngblood liebten, offene Türen einrennen“ und lobte ferner die Gitarrenarbeit von Arve Isdal und Thomas Tofthagen. Allerdings kritisierte er auch, dass aus dem Akustikstück Diamond „mehr herauszuholen gewesen wäre“. Mildner bewertete das Album mit acht von zehn Punkten. Für Peter Kubaschk vom Onlinemagazin Powermetal.de macht das Album „einfach mächtig Bock“ und enthält „unverschämte Ohrwürmer, zu denen er nicht anders kann als lauthals mitzusingen“. Zwar kritisierte er, dass das selbstbetitelte Album von 2010 „mehr Tiefe hatte“, dennoch bewertete Kubaschk Pure Heavy mit 8,5 von zehn Punkten.
Kritisch äußerte sich Tim Serwatka vom Onlinemagazin Bloodchamber.de. Seiner Meinung nach findet sich auf dem Album nur deshalb kein schlechtes Lied, weil „gut funktionierende Thin-Lizzy-Gitarrenleads und -soli die Lieder vor der Belanglosigkeit retten“. Während das Vorgängeralbum „mit einer ganzen Batterie unwiderstehlicher Hits zu überzeugen wusste“, rockt Pure Heavy „nur noch gefällig vor sich hin“, wofür Serwatka sechs von zehn Punkten vergab. Hingegen ist für David Nagel von The-Pit.de Youngblood zwar „ein kleines Stück stärker“ gewesen, doch sei Pure Heavy immer noch „eine sehr gute Scheibe“, bei der die „hervorragenden Kompositionen und die großartigen technischen und musikalischen Fähigkeiten der Protagonisten hervorstechen“ würden. Er gab 8,5 von zehn Punkten.

### Chartplatzierungen
| ChartsChartplatzierungen | Höchstplatzierung | Wochen |
| ------------------------ | ----------------- | ------ |
| Deutschland (GfK)        | 90 (1 Wo.)        | 1      |
| Norwegen (IFPI)          | 16 (1 Wo.)        | 1      |